# 埃塔勒山
45°51′00″N 06°26′51″E / 45.85000°N 6.44750°E

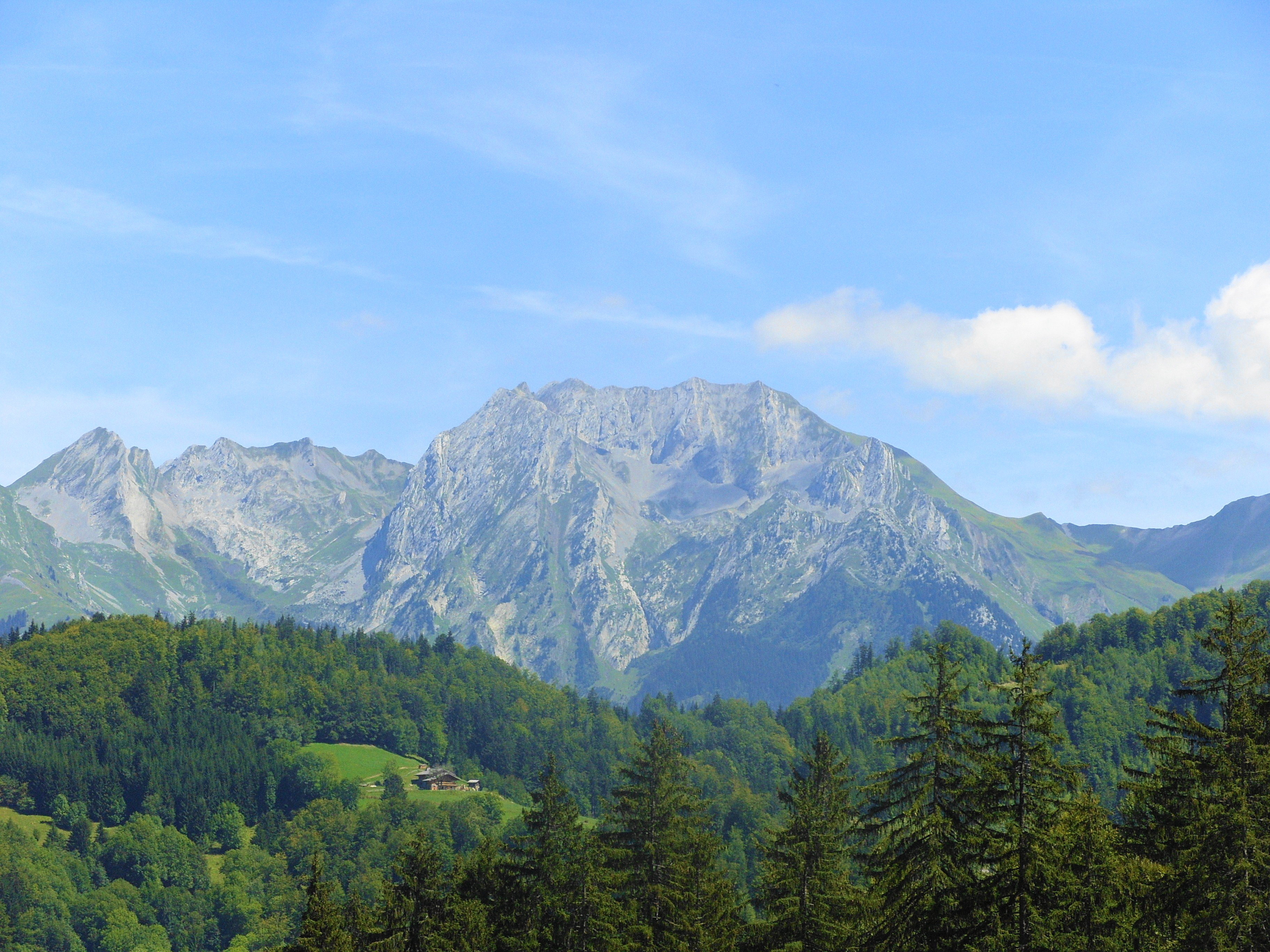

埃塔勒山（法語：Étale）是法國奥弗涅-罗讷-阿尔卑斯大区的山峰，位於該國東南部，屬於阿拉維山脈的一部分，該山峰海拔高度2,484米。